# Penge
Penge è una località che si trova nel Distretto di Bromley a Londra, situato a 11,4 km a Sud-Est di Charing Cross.

## Storia
Penge una volta era una piccola città col nome di Penceat dal 957 nel periodo Sassone. La maggior parte degli storici crede che il nome della città derivi dalla parola celtica penceat che si riferisce al fatto che una volta quell'ambiente fosse ricoperto da una fitta vegetazione.